# Gods Tower
Gods Tower (бел. Вежа Багоў, рус. Башня Богов) — англоязычная белорусская метал-группа, играющая в стиле фолк-дум-метал. Группа образовалась в 1989 году под названием Chemical Warfare, которое в конце 1992 года было заменено на существующее. По словам самих участников группы, они исполняли славянский языческий doom heavy metal.

## История

### 1989—1994
Группа основана в 1989 году гитаристом Александром Ураковым и вокалистом Лесли Найфом (Lesley Knife, настоящее имя — Владислав Новожилов). К 1992 году, после многочисленных репетиций и смен состава, был сформирован основной состав: Александр Ураков — гитара, Лесли Найф — вокал, Юрий Сивцов — бас и Владислав Сальцевич — ударные. В августе 1992 года выходит первый дебютный материал группы под названием Demolition Tape (в то время группа ещё носила название Chemical Warfare). Демозапись была выдержана в дэт\трэш-метал стилистике. В конце этого же года название группы сменяется на Gods Tower.
Летом 1993 года был выпущен демо-релиз под названием The Eerie (на котором стилистика группы уже изменилась и представляла собой pagan/doom с элементами белорусского фольклора). Демо имело успех и большое количество положительных отзывов. Благодаря ему группа подписала контракт на запись сингла и двух альбомов с московским лейблом Final Holocaust Records. Однако сингл, который назывался Beyond Praying так и не вышел из-за банкротства лейбла и пропажи мастер-ленты с записанным материалом. Позднее Gods Tower заключили контракт на три альбома с московской фирмой MetalAgen Records.
В 1994 году в группу пришёл второй гитарист Александр Эристов. В этом же году был снят видеоклип на композицию Beyond Praying, а также записано демо Canticles. Gods Tower вели активую концертную деятельность, выступая с такими группами как Paradise Lost, Doro, Forgive-Me-Not, End Zone, Vicious Crusade, N.R.M., Sanatirium, Mental Home, Evthanazia, ТТ'34, Apocryphal, Flying. Кроме того Gods Tower выступили в Чехии вместе с Purgatory, Samael и Cannibal Corpse, а также снялись для белорусского телевидения.

### 1995—2002
В 1995 году в группе происходят перемены: в мае приходит клавишник Дмитрий Овчинников, летом уходит второй гитарист Александр Эристов. В августе и сентябре было записано несколько новых композиций, лёгших в основу промоматериала, который был разослан по лейблам. В результате этого был заключён договор с лейблом MetalAgen Records на выпуск трёх альбомов.
Наконец в 1996 году в студии Aria Records был записан альбом The Turns, первый тираж которого был выпущен на аудиокассетах на польском лейбле Morbid Noizz в 1997 году. В 1998 году по опросам читателей журнала Legion Gods Tower были признаны лучшей белорусской metal-группой, а альбом The Turns достиг верхней отметки в белорусском metal-хит-параде. В этом же году был снят видеоклип на композицию The Eerie.
В 1999 году на немецком лейбле Sturmesflugel (подлейбле Prophecy Productions) вышел предназначенный для европейского рынка диск Ebony Birds с лучшими композициями Gods Tower из предыдущих альбомов.
В августе 2000 года группа принимала участие в крупнейшем европейском музыкальном фестивале Pepsi Sziget в Будапеште с участием Bad Religion, Clawfinger, Oasis, Guano Apes, Apollo 440, HIM, The Bloodhound Gang, Therapy?, Zdob şi Zdub, Chumbawamba.
Группа распалась 16 июля 2002 года. 14 декабря 2003 года от цирроза печени скончался Александр Ураков, лидер, гитарист, клавишник и композитор группы.

### Воссоединение группы
13 мая 2010 года вокалист Лесли Найф объявил о воссоединении Gods Tower. Выступили в родном Гомеле на МАСС МЕДИУМ ФЕСТ 2010 1 июля и в Минске в клубе «Реактор» 4 июля 2010 г.
В октябре 2011-го группа объявила о завершении работы над альбомом Steel Says Last, выходящем на российском лейбле Mazzar Records. Весь материал диска был сочинен покойным Ураковым. Официально альбом вышел 14 октября.
Весной 2012 во время турне по России с Marduk, Vader и Kataklysm Дмитрий Лазаренко ушёл из группы. На смену Лазаренко в группу пришел гитарист Нейро Дюбель Виталий Абрамович; по его утверждению, оба коллектива для него являются основными.

## Концепция и идеология
По мнению Лесли Найфа, вокалиста группы, группа должна иметь определённую идеологическую направленность, однако последняя не должна занимать доминирующего положения. В отличие от тех, кто определяет идеологию группы как языческую, Лесли Найф, который в ранний период существования коллектива являлся славянским националистом, определял её как славянский ведизм — свобода духа, гордое национальное самосознание, патриотизм и готовность самопожертвования во имя Родины.
После воссоединения идеология коллектива приобрела более мягкий характер, делая упор на металлические истоки музыки и интеграции в неё языческого контекста.

## Состав
- Юрий Сивцов — бас, бэк-вокал (1989—2000, 2010 — наши дни)
- Владислав Сальцевич — ударные (1989—2002, 2010 — наши дни)
- Владислав Новожилов (Лесли Найф) — вокал (1989—2002, 2010 — наши дни)
- Дмитрий Овчинников — клавишные (лето 1995—2000, 2010 — наши дни)
- Виталий Абрамович — гитара (2012 — наши дни)

### Бывшие участники
- Александр Ураков — гитара, клавишные (1989—2003) †
- Александр Эристов — гитара (лето 1994 — лето 1995) †
- Сергей Сергейчиков — клавишные (2000—2002)
- Валерий Новосельцев — бас (2000—2002)
- Ирина Лозовская — клавишные (1993—1995)
- Дмитрий Лазаренко — гитара (2010 — май 2012)

## Дискография

### Студийные альбомы
- 1996 — The Turns
- 1997 — The Eerie
- 2001 — Abandon All Hope [EP][7]
- 2011 — Steel Says Last

### Демо, сборники и трибьют
- 1992 — Demolition Tape[тарашк.][8] (демо)
- 1993 — The Eerie (демо)
- 1994 — Canticles (демо)
- 1995 — The Turns (промо)
- 1997 — Twilight Lives 94-97 (видео)
- 1999 — Ebony Birds (сборник)
- 2004 — The Anthology (сборник)
- 2005 — The Greatest Arrows (сборник)
- 2005 — Варта Вежы Багоў (трибьют)
- 2013 — Heroes Die Young [EP]
- 2013 — Roll Out [EP]
- 2014 — Old Tower
- 2016 — Liar (Single)
- 2021 — Mirrors and Echoes (сборник)